# Кокоричи
Кокоричи (словен. Kokoriči) су насељено место у општини Крижевци, Помурска регија, Словенија.

## Историја
До територијалне реорганизације у Словенији били су у саставу старе општине Љутомер.

## Становништво
У попису становништва из 2011. године, Кокоричи су имали 132 становника.
| Број становника према пописима | Број становника према пописима | Број становника према пописима |
| ------------------------------ | ------------------------------ | ------------------------------ |
| 1991                           | 2002                           | 2011                           |
| 128                            | 134                            | 132                            |